# Fredy (football, 1990)
Pour les articles homonymes, voir Fredy.
Alfredo Kulembe Gomes Ribeiro, dit Fredy, né le 27 mars 1990 à Luanda, est un footballeur international angolais évoluant au poste de milieu offensif ou de milieu central à Bodrum FK.

## Biographie

### En club
Fredy joue 67 matchs en première division portugaise, inscrivant trois buts, et 64 matchs en deuxième division portugaise, marquant 12 buts, avec le CF Belenenses.
Il participe à la Ligue des champions d'Afrique avec le club angolais du Desportivo Libolo.

### En sélection
Il joue son premier match en équipe d'Angola le 5 mars 2014, en amical contre le Mozambique (1-1). Il inscrit son premier but le 3 août 2014, en amical contre l'Éthiopie (victoire 1-0). Il marque un deuxième but le 26 mars 2016, contre la RD Congo, lors des éliminatoires de la Coupe d'Afrique des nations 2017 (défaite 2-1). Fredy dispute sa première compétition internationale lors de la Coupe d'Afrique des nations 2019 en Égypte. En décembre 2023, il est retenu dans la liste des vingt-sept joueurs angolais sélectionnés par Pedro Gonçalves pour disputer la Coupe d'Afrique des nations 2023.

## Palmarès
- Desportivo Libolo
  - Champion d'Angola en 2012 et 2015.

- CF Belenenses
  - Champion du Portugal de D2 en 2013.
- Co-Meilleur passeur de la CAN 2023 (3 passes)